# 秩父ふるさと館

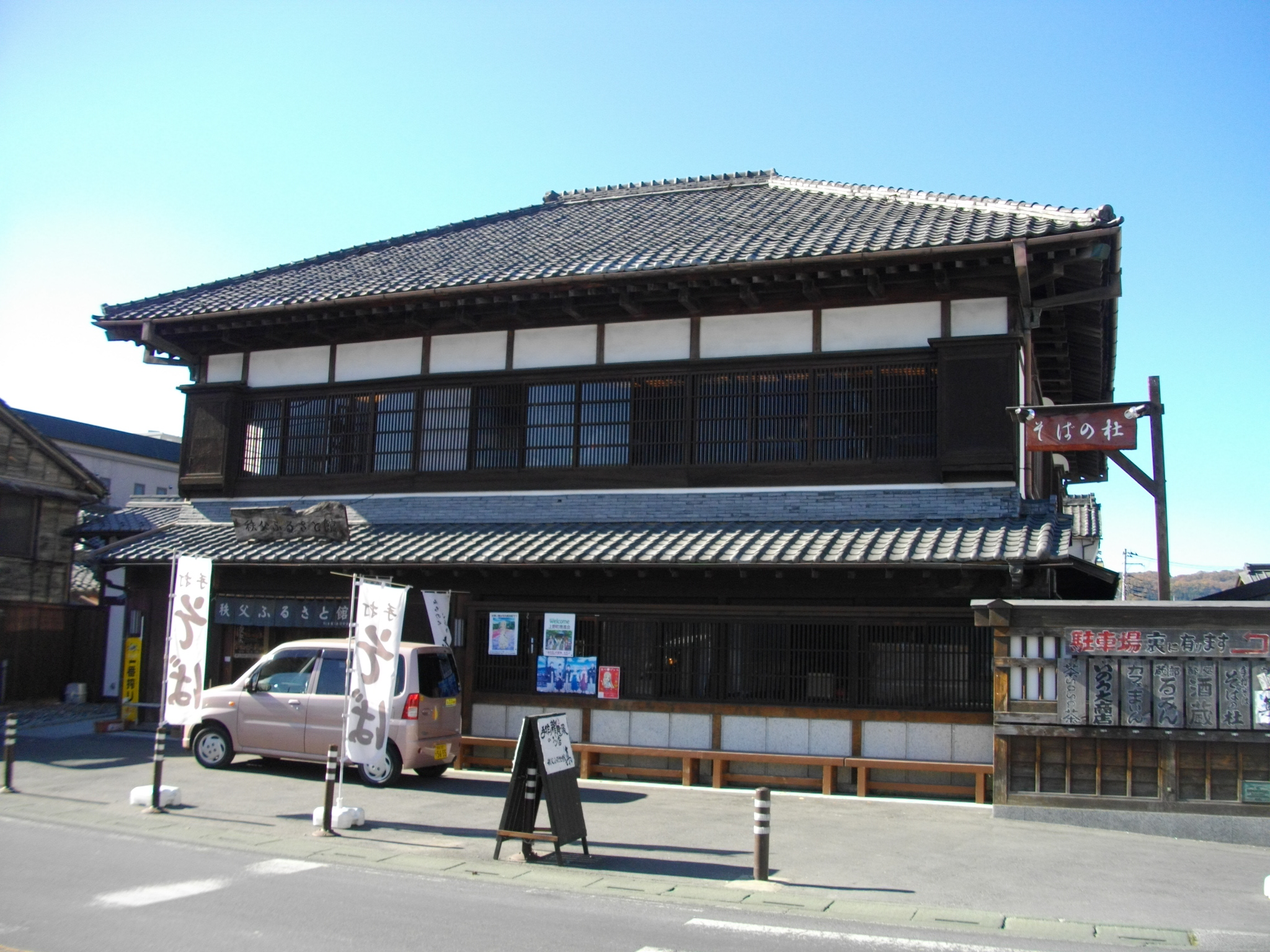
秩父ふるさと館

秩父ふるさと館（ちちぶふるさとかん）は、全国的に有名な秩父の札所巡り（秩父三十四箇所）を案内する資料館である。

## 概要
「秩父ふるさと館」は、大正から昭和初期に建てられた秩父銘仙の問屋柿原商店の店舗兼母屋と3棟の土蔵からな歴史ある建物を後世に伝える目的で秩父市街地におけるまちづくりの施設として整備され、2004年4月17日に開場した。
店舗及び母屋は木造2階建ての寄棟造りとなっており、開口部には繊細な格子戸がはめられ、調和のとれた意匠となっている。土蔵は、敷地の西側奥に2棟、南側へ1棟配置されている。
平成14年8月に国の登録有形文化財として登録された。1982年から2002年まで加藤近代美術館であった。

## 秩父三十四箇所
西国、坂東の三十三ヶ所と併せて日本百番観音と呼ばれ、その結願寺は百番目にあたる秩父三十四箇所の三十四番水潜寺の近くには「満願の湯」と言う温泉がある。
（詳しくは秩父三十四箇所を参照）

## 所在地
- 埼玉県秩父市本町3-1

## 交通
- 西武鉄道西武秩父駅より徒歩約15分
- 秩父鉄道秩父駅より徒歩約5分

### 付近の観光
- 秩父三十四箇所（札所13番～16番）
- 秩父神社 - 秩父ふるさと館より徒歩約2分[1]
- ちちぶ銘仙館（国の登録有形文化財） - 秩父ふるさと館より徒歩約15分
- 秩父まつり会館 - 秩父ふるさと館より徒歩約3分
- 羊山公園（芝桜の丘で知られる） - 秩父ふるさと館より徒歩約20分

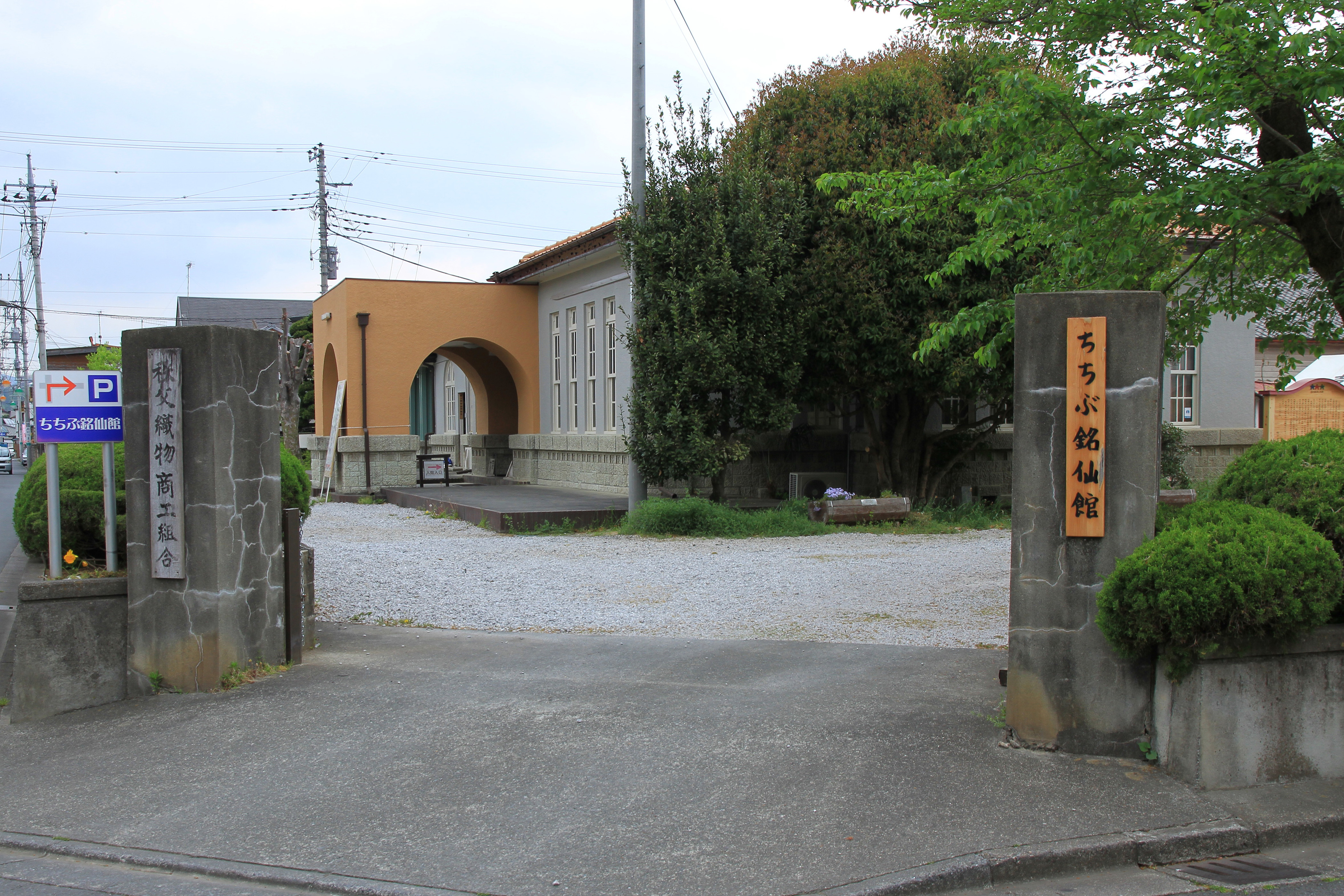
ちちぶ銘仙館
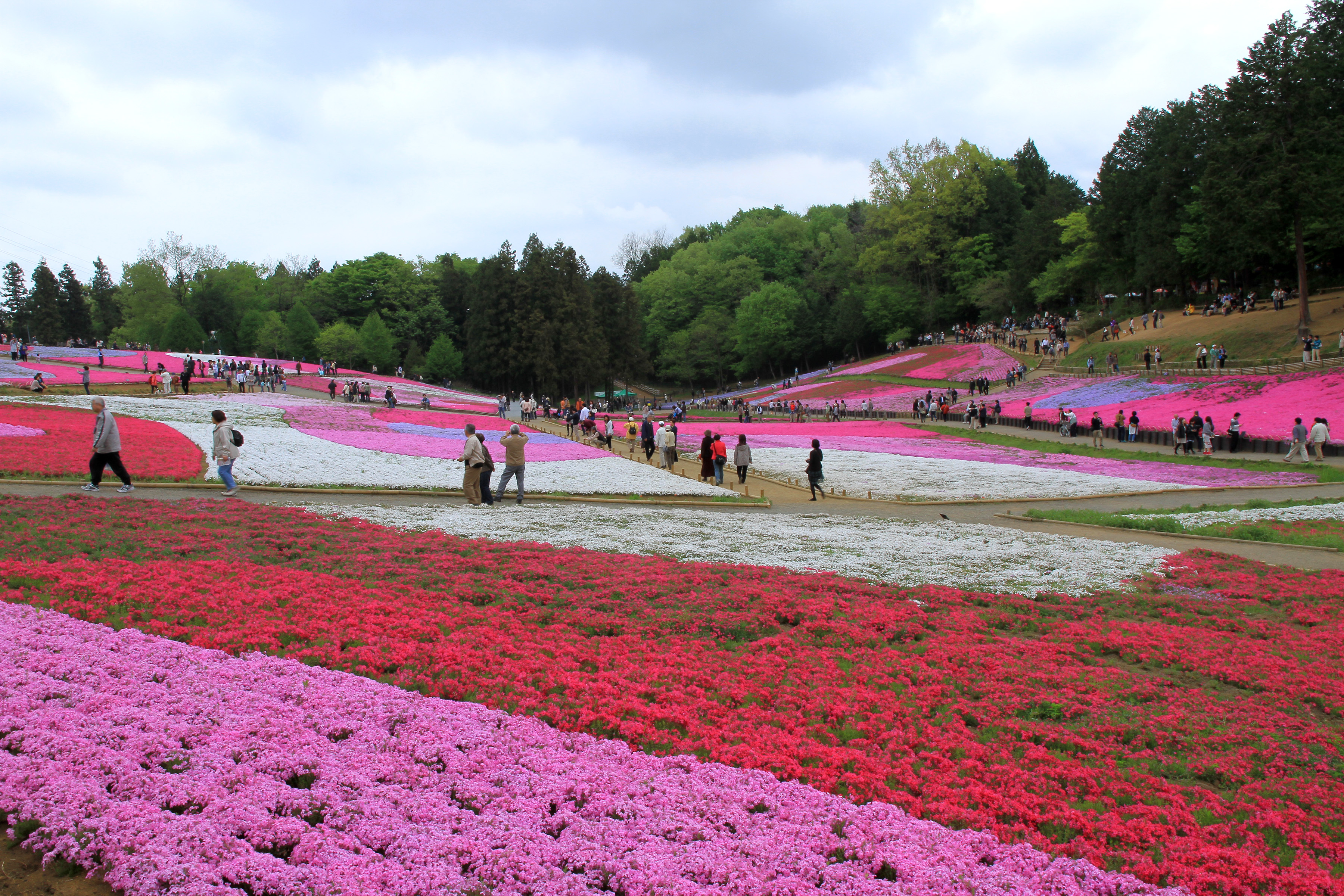
羊山公園の芝桜の丘